# Adrian Axinia
Adrian-George Axinia (ur. 20 lutego 1973 w Fokszanach) – rumuński polityk i inżynier, deputowany krajowy, poseł do Parlamentu Europejskiego X kadencji.

## Życiorys
Absolwent inżynierii lądowej na stołecznym uniwersytecie technicznym UTCB (2011). Pracował jako inżynier w przedsiębiorstwach budowlanych.
Zaangażował się w działalność polityczną w ramach prawicowej partii pod nazwą Sojusz na rzecz Jedności Rumunów, objął funkcję wiceprzewodniczącego tego ugrupowania. W 2020 został wybrany w skład Izby Deputowanych. W wyborach w 2024 uzyskał natomiast mandat posła do Parlamentu Europejskiego X kadencji. W tym samym roku ponownie wybrano go też do niższej izby rumuńskiego parlamentu (jednak zrezygnował z objęcia zdobytego wówczas mandatu).